# Тањирача
Тањираче су оруђа за допунску обраду земљишта са радним телима у облику конкавног диска (тањира) пречника 40-70 cm. На осовини, која је квадратног пресека, распоређени су наизменично дискови и чауре које одређују растојање међу тањирима, које је 15-25 cm (код лаких) и до 31.5 cm (код тежих тањирача). Сваки тањир има чистач који служи за скидање залепљене земље. Тањираче имају два или четири крила која су под углом од 65-70° у односу на правац кретања. Према начину везивања крила разликују се типови тањирача:
- тањираче једноструког дејства (ако су тањири на свим крилима својим конкавним делом усмерени на једну страну),
- тањираче двоструког дејства (ако су тањири на различитим крилима својим конкавним делом усмерени на различите стране),
- симетричне и
- асиметричне.

Тањираче су погодне за допунску обраду одмах по грубом јесењем орању, јер и код тежих земљишта врло енергично уситњују заостале грудве. Пошто, за разлику од дрљача и култиватора, окреће земљиште, боље заоравају биљне остатке и унето стартно ђубриво. Врло ретко се користе у пролеће јер влажније дубље слојеве избацују на површину, чиме се губи акумулирана зимска влага.
Дубина рада подешава се додатним оптерећењем и углом крила (повећањем угла већа је дубина).
- Основни делови тањираче А - тањир (диск); B - чаура C - чистач диска
- Радно тело тањираче - тањир.
- Асиметрична двокрилна тањирача двоструког дејства.
- Симетрична четворокрилна тањирача двоструког дејства.